# Toyota Prius (первое поколение)
Toyota Prius (Тойо́та При́ус) первого поколения — гибридный легковой автомобиль, выпускавшийся японской фирмой Toyota с 1997 по 2003 годы. Латинское слово prius (яп. プリウス) в названии модели трактуется как первый, изначальный. За свою экологичность и оригинальность конструкции получил множество призов и наград, в том числе признавался автомобилем года в Японии.
14 октября 1997 года готовый серийный автомобиль (модель NHW10) был представлен публике, а в декабре начались его продажи в Японии. Первоначально на заводе Takaoka Plant производилось около 1000 автомобилей в месяц, но спрос оказался высоким и к лету производство было увеличено. Покупателям нравился просторный салон автомобиля, удобство входа и выхода, отсутствие шума и вибраций и хорошая обзорность. В феврале 2000 года производство Prius на заводе Takaoka Plant было прекращено, всего там было изготовлено 37 425 автомобилей.
В мае 2000 года сборка модернизированной модели (NHW11) возобновилась на заводе Motomachi Plant и Prius первого поколения был представлен в Северной Америке и Европе. Для лучшего соответствия требованиям этих рынков были изменены характеристики двигателя внутреннего сгорания, передаточные числа трансмиссии и алгоритм работы системы управления. Производство продолжалось до июня 2003 года, всего на этом заводе было изготовлено 33 411 автомобилей.
В августе 2003 года на заводе Tsutsumi Plant началось производство модели второго поколения.

## Кузов и оборудование

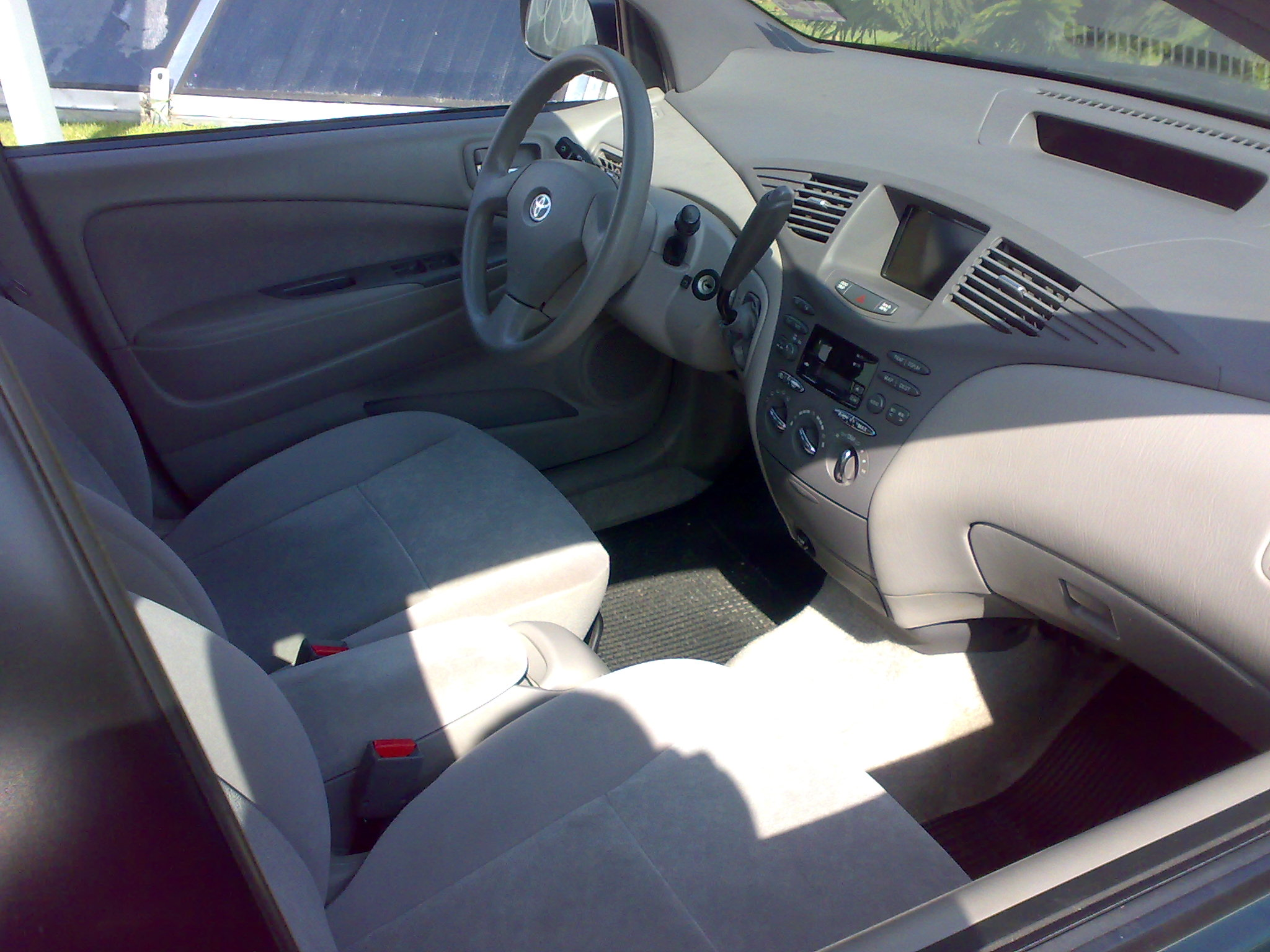
Салон Toyota Prius, хорошо видны центральное, около ветрового стекла, расположение электронной панели приборов, большой рычаг переключения передач на рулевой колонке и информационный сенсорный экран сверху центральной консоли

Просторный пятиместный седан оригинального вида был разработан в калифорнийской дизайн-студии Toyota Calty Design Research. Автомобиль имел очень низкий для своего класса, всего 0,3, коэффициент аэродинамического сопротивления. Кузов модели изготавливался из высокопрочных сталей и учитывал все последние достижений пассивной безопасности. Спереди были установлены две подушки безопасности, а ремни безопасности водителя и переднего пассажира были оборудованы преднатяжителями и ограничителями усилия. Передние сиденья имели подголовники со специальной фирменной системой защиты шеи при наезде сзади. Посадка на всех местах была выше, чем в обычном автомобиле, что обеспечивало хороший обзор и упрощало вход и выход.
Оригинальной особенностью модели было центральное, около ветрового стекла расположение электронной панели приборов. Такое положение, по мнению специалистов фирмы, позволяло водителю быстрее фокусироваться на приборах при переносе взгляда с дороги. На центральной консоли располагался многофункциональный 15-сантиметровый сенсорный экран. На нём отображалась схема работы гибридного привода, а также состояние музыкальной системы.

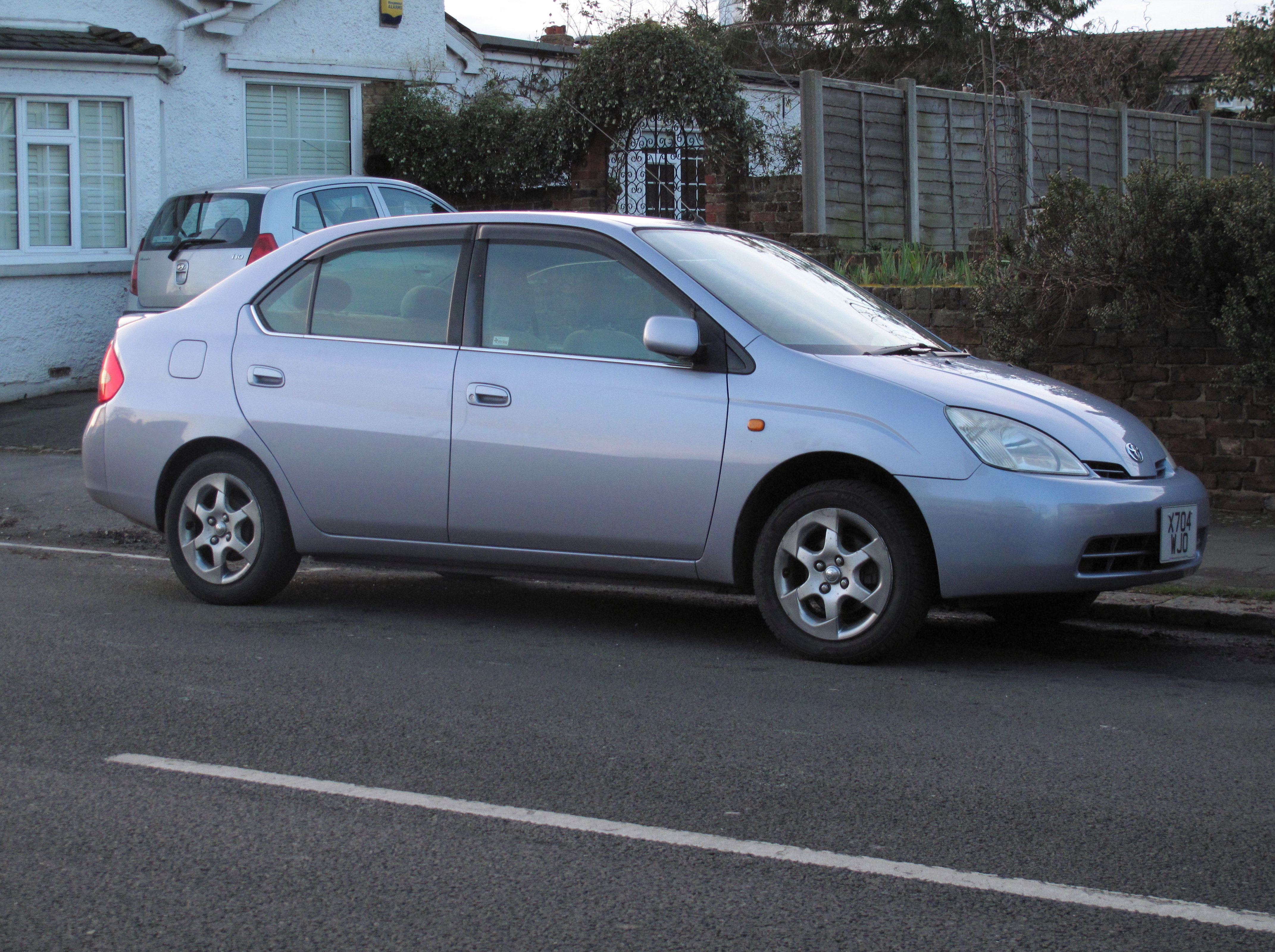
2000 Toyota Prius с новыми фарами, изменёнными бамперами и антикрылом на кромке багажника

Большой рычаг переключения передач на рулевой колонке не имел прямой связи с трансмиссией, а только подавал сигналы на блок управления. Помимо стандартных, как в обычной автоматической коробке передач позиций (P-R-N-D), имелся один дополнительный режим B (Brake, торможение), который используется при длительных спусках, чтоб не перегреть тормоза и задействует торможение бензиновым двигателем.
Высокоэффективный кондиционер был включён с состав стандартного оборудования. Навигационная система, использующая встроенный экран, устанавливалась по заказу.
В 2000 году автомобиль получил небольшое внешнее обновление. Появились новые бампера и светотехника спереди и сзади, а на кромку крышки багажника стали устанавливать антикрыло. В салоне, благодаря изменённому положению аккумуляторной батареи, появилась возможность сделать люк в спинке заднего сиденья, полезный при перевозке длинных предметов.

## Гибридный силовой привод

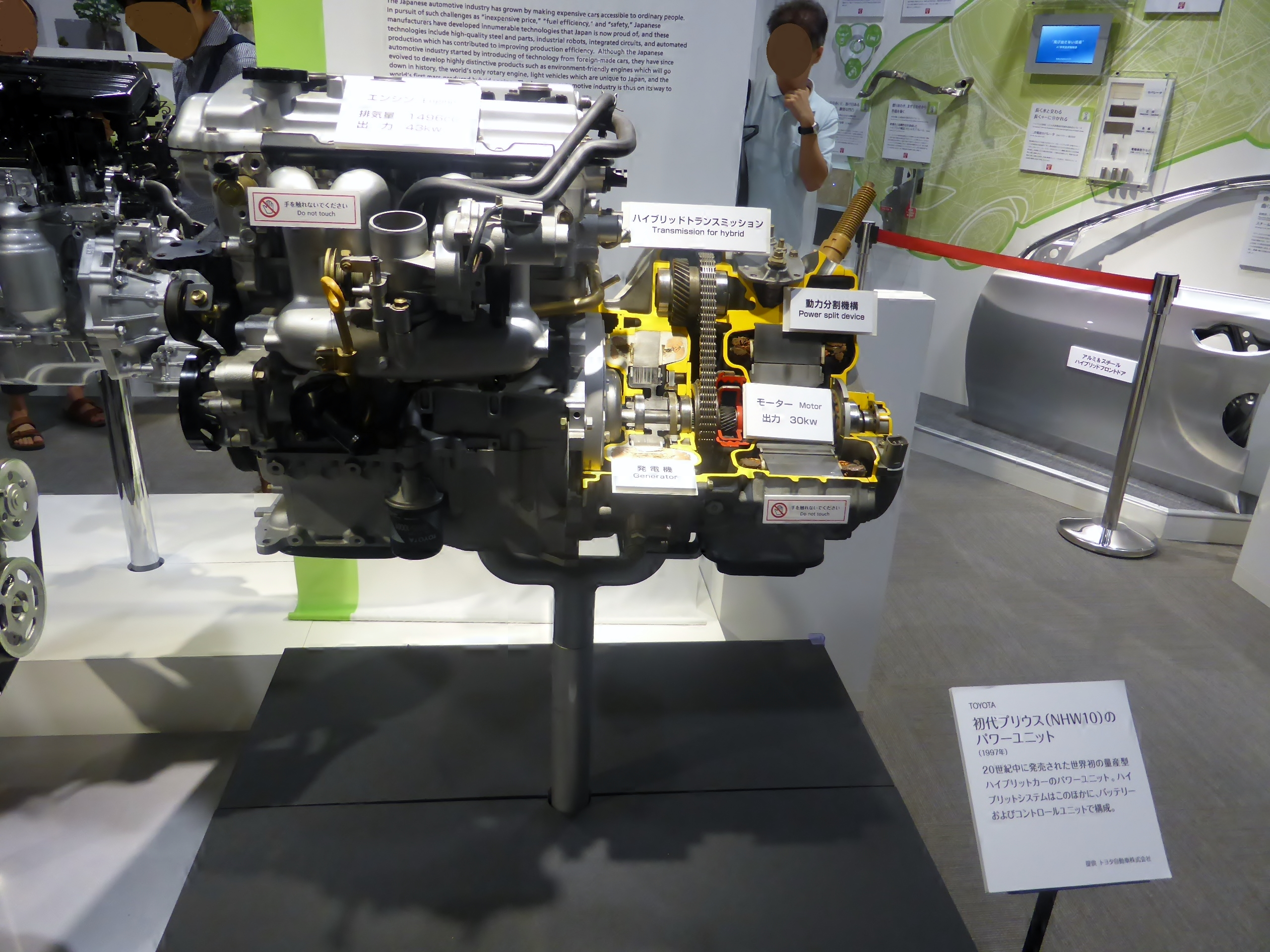
Гибридный силовой привод Toyota Prius. Рядом с двигателем расположен генератор (Generator), планетарный редуктор (красный) и электромотор (Motor). Цепь передаёт вращение на промежуточный редуктор, а от него — к колёсам

Используемый в приводе четырёхцилиндровый 1,5-литровый бензиновый двигатель мощностью 58 л.с. работал по специальному циклу Аткинсона, обеспечивавшему высокую эффективность, но в ограниченном диапазоне оборотов мотора. Для гибридной системы это приемлемо, так как при необходимости, всегда можно дополнительно подключить электромотор для тяги. Кроме того, максимальные обороты двигателя были ограничены, что позволило сделать многие его детали меньше и легче и, в конечном итоге снизить внутренние потери.
В приводе применялся синхронный электродвигатель переменного тока мощностью 30 КВт и такой же конструкции генератор, а также преобразователь электрического тока. Всё это располагалось под капотом автомобиля. Высоковольтная тяговая батарея никель-металл-гидридных аккумуляторов ёмкостью 6,5 А ч, изготавливалась фирмой Panasonic, состояла из 40 блоков по 6 маленьких батареек в каждом и имела собственную систему принудительного воздушного охлаждения. Первоначально батарея размещалась за спинками задних сидений вертикально. Инвертор преобразовывал постоянный электрический ток от батареи в переменный для питания электродвигателя и обратно, при её зарядке от генератора или электромотора. Он, также, понижал высокое напряжение тяговой батареи до 13,8 вольт для питания всех потребителей тока в автомобиле (освещение, стеклоочистители, обгорев сидений и т.п.) и зарядки обычной батареи.
Центральной частью привода был планетарный редуктор, объединявший основные компоненты системы. Выходной вал бензинового двигателя через демпфер крутильных колебаний, сглаживающий неровности его работы, соединялся с водилом редуктора. Внутренняя солнечная шестерня редуктора была связана с генератором. Наружное зубчатое колесо — с электромотором и главной передачей, от которой вращение передавалось на ведущие колёса автомобиля. Электронная система управляла оборотами и направлением вращения генератора, так что передаточное отношение редуктора плавно изменялось, передавая вращение от двигателя или электромотора, или от них обоих на колёса. Такая бесступенчатая работа гибридной трансмиссии была подобна вариатору (CVT), как её иногда и называли. Система не имела стартера, его роль выполнял генератор, запускавший двигатель в нужный момент.
Под задним сиденьем автомобиля размещался бензобак. Внутри него располагалась эластичная ёмкость, в которую непосредственно и заливался бензин. При заполнении ёмкость раздувалась, а по мере выработки топлива — сжималась. Таким образом обеспечивался минимальный контакт бензина с воздухом и он почти не испарялся. При холодной температуре ёмкость немного сжималась и объём бака уменьшался примерно на 5 литров.
После модернизации 2000 года, мощность бензинового двигателя возросла до 72 л.с., а приводного электромотора — до 33 КВт. В батарее цилиндрические элементы были заменены на призматические квадратного сечения, за счёт чего она стала легче, меньше на 40% и её удалось разместить горизонтально за спинками задних сидений.

## Ходовая часть
Передняя независимая пружинная подвеска типа Макферсон с L-образными нижними рычагами и стабилизатором обеспечивала хорошую управляемость и плавности хода автомобиля. Компактная задняя полунезависимая пружинная подвеска со скручивающейся балкой и встроенным стабилизатором оставляла достаточно места для багажника. Продольные рычаги подвески состояли из двух частей: передние короткие части крепились к кузову, другим концом эти рычажки вставлялись внутрь основных рычагов, сваренных с поперечиной. В месте вставки были установлены резинометаллические шарниры, позволявшие основным рычагам немного перемещаться и поворачиваться относительно коротких. Такая конструкция компенсировала доворот задней оси автомобиля в повороте, обеспечивая прекрасную стабильность его движения.
Реечное рулевое управление было оборудовано электроусилителем, который работал всегда, вне зависимости от бензинового двигателя. Установленный внизу, на рейке электромотор усилителя менял степень усиления в зависимости от условий движения. Так, при медленном маневрировании на парковке, усилие на руле было минимальным, но оно возрастало при движении с высокой скоростью по трассе.
На автомобиль устанавливались колёса из алюминиевого сплава и специальные 15-дюймовые шины с низким сопротивлением качению. Для поставок за пределы Японии автомобиль оборудовался 14-дюймовыми колёсами и шинами.

## Тормозная система
В системе применялись обычные тормоза с вентилируемыми дисками спереди и барабанами сзади, необычным был гидравлический привод тормозов. В нём использовалось, создаваемое насосом с электроприводом, высокое давления жидкости, как для снижения усилия на педали тормоза (гидроусилитель), так и для правильного распределения тормозных сил по осям (EBD) и предотвращения блокировки колёс (ABS).
Нажимая на педаль тормоза, водитель перемещал поршень главного тормозного цилиндра, создавая давление, которое заставляло двигаться, расположенный рядом, золотник гидроусилителя. Золотник смещался и высокое давление от насоса начинало поступать в специальную полость цилиндра, суммируясь с давлением создаваемым водителем. Это увеличенное давление поступало к передним тормозам. К задним тормозам, через регулятор, подавалось давление от гидронасоса. Прежде чем поступить к каждому из передних тормозов и к обоим задним, давление проходило через регулирующие клапаны, которые могли повысить, понизить или зафиксировать его, таким образом, можно было точно управлять тормозами.
Что и происходило при торможении с рекуперацией энергии, которое задействовалось при нахождении рычага переключения передач в положении D (движение) или B (торможение). Давление, вызванное нажатием на педаль тормоза, обнаруживалось датчиком системы управления, которая подавала команду тяговому электромотору перейти в режим генератора. Он начинал вырабатывать электроэнергию, одновременно создавая тормозной момент на передних колёсах. К нему добавлялся, точно контролируемый с помощью клапанов, момент создаваемый обычными тормозами так, чтобы суммарный тормозной момент соответствовал пожеланиям водителя и дорожным условиям.
В случае отказа какого-либо их элементов тормозной системы, рекуперативное торможение не включалось, а на панели приборов загоралась контрольная лампа. Система клапанов перенаправляла давление в приводе так, чтобы остановить автомобиль можно было в любом случае.
Стояночный тормоз задействовался с помощью педали. При её нажатии натягивался трос и задние барабанные тормоза удерживали автомобиль. При повторном нажатии педали стояночного тормоза, её специальный механизм отпускал трос, разблокируя задние тормоза.

## Экологичность
Уровень выбросов автомобилем Prius таких вредных веществ как несгоревшие углеводороды (HC), монооксид углерода (CO), оксиды азота (NOx) составлял всего 10% от значений, допустимых требованиями японского законодательства. А его расход топлива в 3,6 л/100 км (28 км/л) давал существенное снижение выброса диоксид углерода (CO2).
Если же сравнивать с экологическими правилами Австралии, то выбросы вредных испарений модели составляли лишь 8% от требований, несгоревших углеводородов (HC) — 5%, монооксида углерода (CO) — 8%, а оксидов азота (NOx) всего 2% от того, что было указано в национальном стандарте.
Использование легко перерабатываемых олефиновых полимеров (TSOP) упрощало утилизацию отработавших свой срок автомобилей. Изготовленная из переработанных отходов шумоизоляция (RSPP) также способствовала меньшему загрязнению окружающей среды.
На каждом рынке продаж фирма Toyota организовывала сбор и переработку аккумуляторов хотя, долговечность их была выше, чем в электромобилях, так как они работали по менее жёсткому циклу заряда-разряда. Кроме того, фирма запустила специальную программу выкупа подержанных автомобилей, которые либо восстанавливались и продавались на вторичном рынке, либо утилизировались с минимальным вредом для окружающей среды.

## Оценка
Первая встреча журналистов с автомобилем Prius вызывала, как правило, удивление и восторг. Так, эксперты известного американского автомобильного издания «Motor Trend» решили совершить на нём 200-мильный (322 км) пробег через пустыню. Как только автомобиль набрал приличную скорость, на панели приборов загорелась жёлтая черепашка, сигнализирующая о низком заряде батареи. После сброса скорости, черепашка погасла, но стоило разогнаться, загоралась вновь. В результате такой езды они опоздали к месту назначения, но ведь доехали же, восторгаются эксперты. Им вторят журналисты «За рулём» (ЗР) купившие для испытаний пятилетний Prius из Японии. «Это не автомобиль, а игрушка»: — рассказывали журналисты, в которой двигатель и электромотор включаются и работают сами по себе, за чем интересно наблюдать на экране монитора.
Немного разобравшись, и те, и другие начинали критиковать Prius. Экспертам «Motor Trend» при следующем тестировании не понравился лёгкий руль без обратной связи и узкие колёса, которые плохо держали боковую нагрузку. Но больше всего их разочаровал шумный, с плохой эргономикой салон, который не вызывал желания находиться в нём долго. Журналисты «За рулём» обнаружили сильное изменение динамических показателей автомобиля (разгон, максимальная скорость) в зависимости от уровня заряда батареи. Также они отметили, что реальный расход топлива 7,4 л/100 км значительно выше декларируемого фирмой, но большая часть почти 10-тысячного пробега их автомобиля пришлась на зиму.
Но больше всего не понравился Prius специалистам другого американского журнала «Car and Driver» (CD). Они раскритиковали тормоза, которые сверхчувствительны, ими неудобно управлять, а на скользкой дороге слишком рано срабатывает АБС. То же — с педалью газа, даже небольшие перемещения которой в среднем положении вызывали броски мощности, поэтому было сложно поддерживать требуемую скорость. Преодолев на Prius более 900 миль (1450 км) в режиме типичных поездок на работу, эксперты определили, что на одном галлоне бензина автомобиль в среднем проезжал 35 миль и 844 фута (6,6 л/100 км). Это ненамного больше, чем у других похожих седанов, которые были дешевле и имели лучшие динамические характеристики. В результате, основными преимуществами модели Prius являлись её эксклюзивность и выдающаяся техническая начинка. Ну и, конечно, владелец этого автомобиля мог гордо проехаться мимо очередного природного катаклизма, показывая всем, что в произошедшем нет его вины.
| Некоторые результаты измерений | Некоторые результаты измерений | Некоторые результаты измерений    |
| --- | ------------------------------ | --------------------------------- |
| | ЗР                             | CD                                |
| Максимальная скорость | 153 км/ч                       | -                                 |
| Время разгона 0—100 км/час | 17 с                           |                                   |
| Время разгона 0—60 миль/час (0—96,5 км/ч)                                                                                                 |                                | 13 с                              |
| 400 м с места | 20,8 с — 111,1 км/час          |                                   |
| Стандартная ¼ мили (400 м) с места |                                | 19,2 с — 73 мили/час (117,5 км/ч) |
| Тормозной путь со 100 км/час | 41,9 м                         |                                   |
| Тормозной путь с 70 миль/час (112,6 км/ч)                                                                                                 |                                | 183 фута (55,8 м)                 |
| Примечание: журналисты «За рулём» (ЗР) тестировали первую (NHW10) версию модели, а эксперты «Car and Driver» (CD) — более позднюю (NHW11) |                                |                                   |

## Спорт
Prius, специально подготовленный английской фирмой Roger Dowson Engineering, летом 2002 года принял участие в ралли-марафоне. Стартовав из Швеции и преодолев за три недели более 8 000 километров, включая 720 километров спецучастков, экипаж в составе журналиста Ника Берга (Nik Berg) и маркетолога Тима Бэмптона (Tim Bampton) финишировал в Иордании 14-м из 17-ти закончивших гонку. Это было первое в мире выступление гибридного автомобиля в официальных соревнованиях под эгидой ФИА, которое не остановили ни поломка подвески в Чехии, ни дожди на горных дорогах Румынии, ни качество топлива в Турции, ни жара в пустынях Иордании.